# Добрый, Фёдор Кондратьевич
Фёдор Кондратьевич Добрый (10.04.1917, Винницкая область — 17.12.1989) — командир огневого взвода 124-го минометного полка, старшина — на момент представления к награждению орденом Славы 1-й степени.

## Биография
Родился 10 апреля 1917 года в селе Моевка Могилёв-Подольского района Винницкой области. Украинец. Окончил 4 класса. Работал трактористом в Бабчинецкой МТС.
В Красной Армии с 1938 года. Участник Великой Отечественной войны с июня 1941 года. На фронте стал минометчиком, сначала был номером в расчете орудия, затем — командиром расчета. Член ВКП/КПСС с 1943 года. К лету 1943 года за храбрость и мужество награждён медалями «За отвагу» и «За боевые заслуги».
Перед началом Курской битвы старшина Добрый был назначен на офицерскую должность — стал командиром огневого взвода и старшим на батарее. Под его руководством минометчики грамотно оборудовали огневые позиции и с началом боевых действий, когда противник обрушил на обороняющихся шквал огня, почти не понесли потерь. По ориентировочным подсчетам, в ходе артиллерийской подготовки они уничтожили около тридцати солдат и офицеров противника, три пулеметные точки, рассеяли до роты вражеской пехоты и подавили огонь четырёх минометных батарей. За храбрость и умелое руководство подчиненными в этих боях старшина Добрый был награждён орденом Красной Звезды.
В дальнейшем в составе своего полка участвовал в боях за освобождение Белоруссии, Польши, дошел до Берлина.
22 августа 1944 года в бою у населенного пункта Негув на южном берегу реки Западный Буг, 10 км юго-западнее города Вышкув, огневой взвод под командой старшины Доброго уничтожил до взвода пехоты противника, подавил 3 пулемета, минометную батарею.
Приказом от 11 сентября 1944 года старшина Добрый Фёдор Кондратьевич награждён орденом Славы 3-й степени.
2 февраля 1945 года с подразделениями 1137-го стрелкового полка взвод старшины Доброго форсировал реку Одер южнее города Фюрстенберг. Под сильным ружейно-пулеметным огнём противника минометчики установили минометы в прибрежном кустарнике и открыли огонь сначала по пулеметным точкам, затем по гитлеровцам, перешедшим в контратаку. Тем временем стрелковые подразделения овладели первой и второй траншеями и закрепились там.
5-8 февраля 1945 года в ходе боев за плацдарм в 10 км юго-западнее города Цибинген старшина Добрый с бойцами своего подразделения вывел из строя 3 миномета, 5 пулеметных точек, не менее сотни солдат и офицеров противника, отбил 6 его контратак.
Приказом от 23 марта 1945 года старшина Добрый Фёдор Кондратьевич награждён орденом Славы 2-й степени.
15 апреля — 2 мая 1945 года, в ходе Берлинской операции, при прорыве вражеской обороны на левом берегу реки Одер, 13 км юго-восточнее города Врицен, взвод старшины Доброго действовал в боевых порядках пехоты. На ближних подступах к вражеской столице он уничтожил около семидесяти вражеских солдат и офицеров, два орудия и шесть пулеметов.
В уличных боях в столице минометчики поддерживали подразделения 153-го гвардейского стрелкового полка. Группа вражеских автоматчиков вышла в тыл наступавшим подразделениям. Взвод Доброго, заняв круговую оборону, встретил противников автоматным огнём и гранатами. Старшина впервые за свою боевую практику в этой схватке стрелял из миномета, что называется, почти прямой наводкой.
После войны Ф. К. Добрый сдал экзамены на звание младшего лейтенанта, около года прослужил в армии, передавая молодежи свой богатый боевой опыт. 

Указом Президиума Верховного Совета СССР от 15 мая 1946 года за исключительное мужество, отвагу и бесстрашие, проявленные в боях с вражескими захватчиками на завершающем этапе Великой Отечественной войны, гвардии старшина Добрый Фёдор Кондратьевич награждён орденом Славы 1-й степени. Стал полным кавалером ордена Славы.
Был демобилизован в июне 1946 год.
Вернулся в родное село. Работал кассиром на Моевском сахарном комбинате. Скончался 17 декабря 1989 года.
Награждён орденами Отечественной войны 1-й степени, Красной Звезды, Славы 3-х степеней, медалями.